# Леонов Федір Григорович
Федір Григорович Леонов (1892, станція Хімки Московсько-Балтійської залізниці Московської губернії, тепер Московської області, Російська Федерація — розстріляний 28 липня 1938, місто Москва, тепер Російська Федерація) — радянський партійний діяч, 1-й секретар Східно-Сибірського крайового комітету ВКП(б). Член ВЦВК, ЦВК СРСР. Кандидат у члени ЦК ВКП(б) у 1927—1930 роках. Член ЦК ВКП(б) у 1930—1934 роках.

## Життєпис
Народився в родині робітника. Працював слюсарем у Нарві, Кронштадті і Петрограді.
Член РСДРП(б) з 1914 року.
З жовтня 1917 року — член Ново-Ржевського повітового військово-революційного комітету Псковської губернії.
У 1917—1918 роках служив у Червоній гвардії в Петрограді. У 1918 році — в Червоній армії.
З 1918 по 1919 рік працював у виконавчому комітеті Виборзької районної ради Петрограда.
З 1919 року — в Червоній армії та на Червоному флоті.
Потім — на комсомольській роботі: відповідальний інструктор ЦК РКСМ, відповідальний секретар Томського губернського комітету РКСМ.
З 20 грудня 1922 року — завідувач організаційного відділу ЦК РКСМ, член Бюро ЦК РКСМ.
У 1926—1927 роках — завідувач відділу редакції газети «Правда».
У 1927—1928 роках — відповідальний секретар Донського окружного комітету ВКП(б).
У 1928 — квітні 1929 року — відповідальний секретар Краснопресненського районного комітету ВКП(б) міста Москви.
З квітня по 14 вересня 1929 року — 3-й секретар Організаційного бюро ЦК ВКП(б) по Центрально-Промисловій (Московській) області.
18 вересня 1929 — 9 січня 1930 року — 3-й секретар Московського обласного комітету ВКП(б).
9 січня — 22 липня 1930 року — 2-й секретар Московського обласного комітету ВКП(б).
У липні 1930 — січні 1931 року — голова Організаційного бюро ЦК ВКП(б) по Східно-Сибірському краю.
6 лютого 1931 — 6 листопада 1933 року — 1-й секретар Східно-Сибірського крайового комітету ВКП(б). Знятий з посади «як такий, що не впорався» і відряджений в розпорядження ЦК ВКП(б).
У 1934—1936 роках — заступник директора Північно-Кавказького Союззернотресту по політичній частині в місті П'ятигорську.
У 1936 — липні 1937 року — слухач Вищих академічних курсів Народного комісаріату важкої промисловості СРСР у Москві.
1 липня 1937 року заарештований органами НКВС, звинувачений в шпигунстві і участі в контрреволюційній терористичній організації. Засуджений Воєнною колегією Верховного суду СРСР 25 грудня 1937 року до страти, розстріляний 28 липня 1938 року. Похований на полігоні «Комунарка» біля Москви.
25 серпня 1956 року реабілітований, посмертно поновлений у партії.